# (12919) Tomjohnson
(12919) Tomjohnson est un astéroïde de la ceinture principale.

## Description
(12919) Tomjohnson est un astéroïde de la ceinture principale. Il fut découvert le 11 novembre 1998 aux Monts Santa Catalina par le projet CSS. Il présente une orbite caractérisée par un demi-grand axe de 2,27 UA, une excentricité de 0,22 et une inclinaison de 6,4° par rapport à l'écliptique.

## Compléments